# 叙斯维尔
叙斯维尔（法語：Susville）是法国伊泽尔省的一个市镇，位于该省南部，属于格勒诺布尔区。该市镇总面积9.91平方公里，2009年时的人口为1410人。

## 人口
叙斯维尔人口变化图示